# Britt Olauson
Britt Eila Maria Olauson, född Wallering 28 mars 1945 i Ringarums församling i Östergötlands län, är en svensk politiker (socialdemokrat). Hon var ordinarie riksdagsledamot under perioden 18 april–2 oktober 2006, invald för Östergötlands läns valkrets.

## Biografi
Olauson är ekonom.
Hon kandiderade i riksdagsvalet 2002 och blev ersättare. Olauson utsågs till ny ordinarie riksdagsledamot från och med 18 april 2006 sedan Berndt Sköldestig avlidit. Hon tjänstgjorde som riksdagsledamot till mandatperiodens slut.
I riksdagen var hon suppleant i försvarsutskottet och trafikutskottet.